# Ricardo Arias
Ricardo Penella Arias (* 25. Februar 1957 in Catarroja) ist ein ehemaliger spanischer Fußballspieler, der als Libero spielte. Er trat in 501 Pflichtspielen für den FC Valencia an und gewann drei große Titel mit dem Verein, darunter den Europapokal der Pokalsieger 1980. In La Liga bestritt er 377 Spiele und traf zweimal. In der Liste der Rekordspieler der Valencianer belegt er damit den zweiten Rang hinter Fernando Gómez Colomer.

## Karriere

### Verein
Arias verbrachte 16 seiner 17 Saisons als Profispieler, davon 15 in La Liga, beim FC Valencia Er debütierte in La Liga am 7. November 1976 als später Einwechselspieler bei einem 3:1-Heimsieg gegen CD Málaga und erzielte sein erstes Tor am 5. März 1978 bei einem 3:0 gegen den FC Sevilla im Mestalla-Stadion. Er gewann mit dem Verein die Copa del Rey 1978/79. Danach trug er mit acht Spielen und einem Tor zum Sieg der Mannschaft im Pokal der Pokalsieger im nächsten Jahr bei und verwandelte im Endspiel im Elfmeterschießen einen Elfmeter zum entscheidenden 5:4 gegen den FC Arsenal in Brüssel.
Über viele Saisons war Arias Stammspieler und eine wichtige Stütze in der Defensive. 1985 stieg er mit dem Verein aus der Premiera Division ab. Im folgenden Jahr konnte er mit Valencia den direkten Wiederaufstieg sichern.
Nach nur 16 Auftritten in der Saison 1991/1992 für Valencia unterschrieb der damals 35-jährige Arias bei dem benachbarte CD Castellón 1992 in der Segunda División und beendete seine Karriere am Ende der Saison.

### Nationalmannschaft
Arias absolvierte ein Länderspiel für Spanien. Am 26. September 1979 spielte er die erste Hälfte eines 1:1-Remis gegen Portugal in einem Freundschaftsspiel.

## Erfolge
- Copa del Rey: 1979
- Europapokal der Pokalsieger: 1980
- UEFA Super Cup: 1980

## Nach der Karriere
Im November 2014 erklärte Arias in einem Interview, dass er bankrott sei und mit Gelegenheitsjobs über die Runden komme. Kurz darauf kehrte der Vater von vier Kindern nach Valencia zurück, um in der Sozialabteilung des Vereins zu arbeiten.